# Sebastian von Pötting

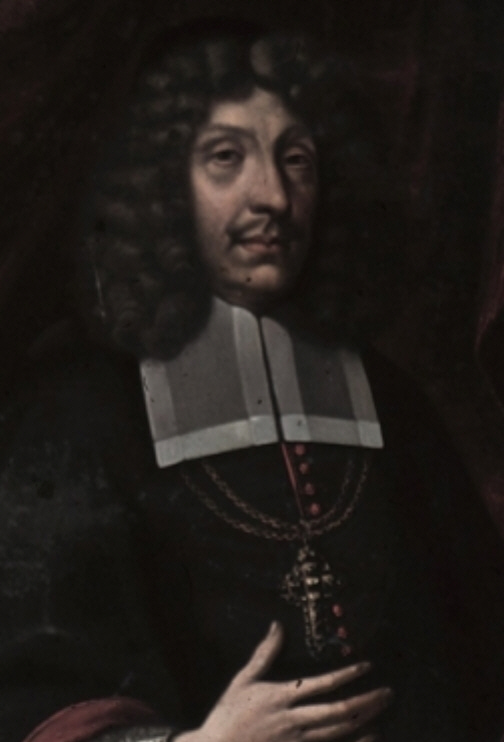
Fürstbischof Sebastian von Pötting (Porträt an seinem Grabdenkmal im Passauer Dom)

Sebastian Johann Graf von Pötting und Persing, Herr zu Aholming (* 1628 in Raipoltenbach bei Neulengbach; † 16. März 1689 im Kloster Mariahilf zu Passau) war Fürstbischof von Passau.

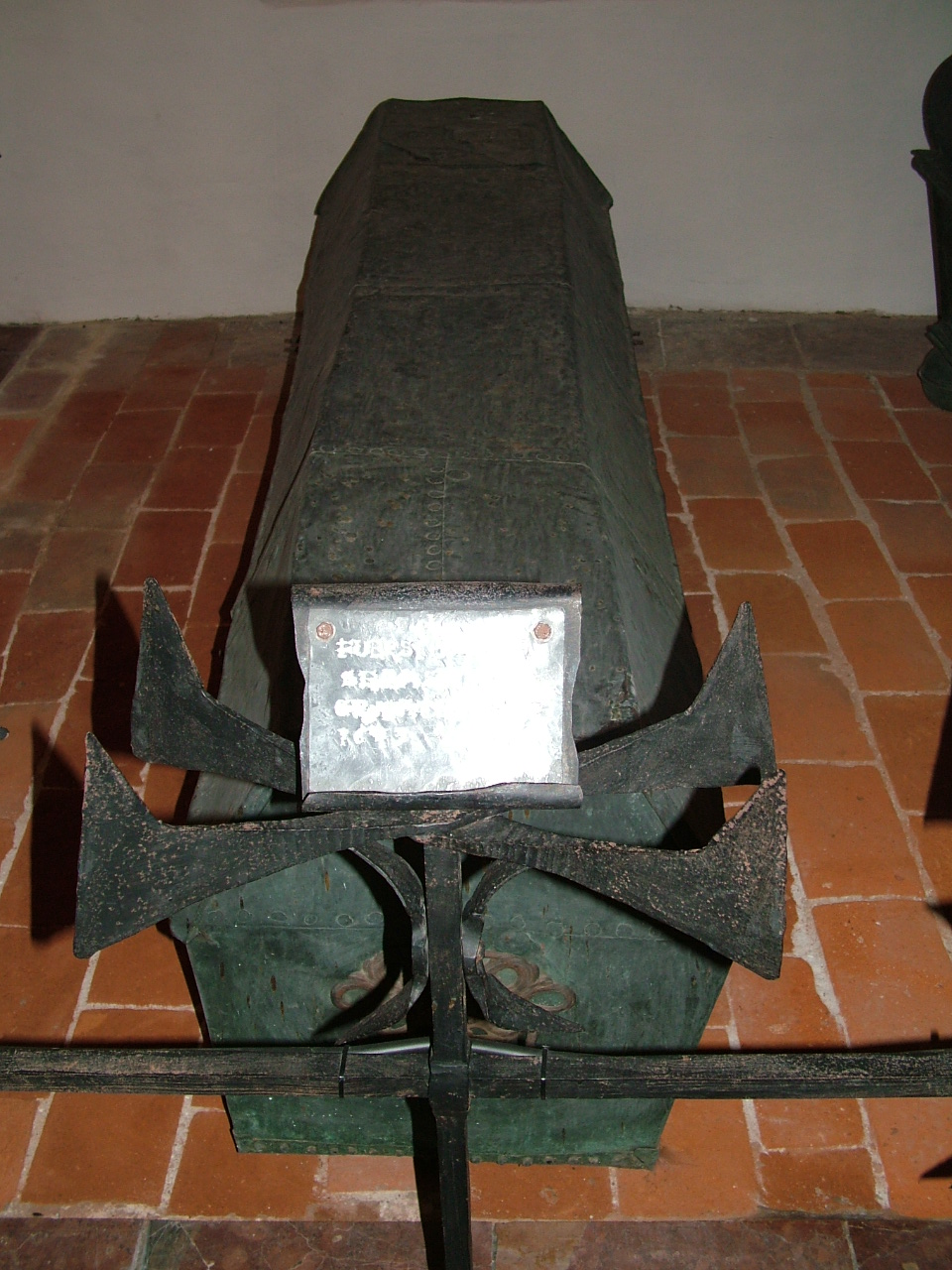
Grabstätte von Fürstbischof Pötting in Passau

Sebastian von Pötting wurde 1628 als Sohn des Ortlieb von Pötting geboren. Er war zunächst Dompropst in Passau, bevor er im April 1665 seine Weihe zum Bischof von Lavant erhielt. Am 11. März 1673 wurde er dann auf Empfehlung Kaiser Leopolds I. zum Fürstbischof von Passau gewählt. 1676 traute der Fürstbischof den Kaiser mit der bayerischen Prinzessin Eleonore von der Pfalz im neu gebauten Dom zu Passau. Im Jahr 1683 nahm er den Kaiser, der samt seinem Hofstaat vor den Türken geflohen war, in Passau auf und wurde schließlich noch im selben Jahr vom Kaiser zum kaiserlichen Gesandten beim Reichstag in Regensburg ernannt. Dieses Amt bekleidete er vier Jahre lang.
Sebastian von Pötting reformierte die Seelsorge im Bistum Passau und war ein Förderer der Jesuiten, welchen er die Vollendung der St.-Michaelis-Kirche (1677) ermöglichte. Auch die Ausgestaltung des barocken Doms fällt größtenteils in seine Amtszeit.
Er starb am 19. März 1689 im Kloster Mariahilf und wurde in der Bischofsgruft im Stephansdoms bestattet. Sein Denkmal steht rechts neben dem Hochaltar.